# Muzaffarpur
Muzaffarpur (hindsky मुज़फ्फरपुर) je město v Biháru, jednom z indických svazových států. K roku 2011 v něm žilo přes 354 tisíc obyvatel. Je správním střediskem stejnojmenného okresu.

## Poloha a doprava
Muzaffarpur leží na jižním břehu řeky Burhí Gandak, levého přítoku Gangy. Od Patny, hlavního města Biháru, je vzdálen přibližně šedesát kilometrů severoseverovýchodně.
Přes Muzaffarpur vede silnice NH 22, která vede z Patny k hranici s Nepálem. Dále vede z Muzaffarpuru silnice NH 27, která vede na východ do padesát kilometrů vzdálené Darbhangy.

## Dějiny
V roce 1934 byl Muzaffarpur těžce postižen těžce poničen zemětřesením.